# Nihonmatsu
Nihonmatsu (japanisch 二本松市, -shi) ist eine Stadt in der Präfektur Fukushima in Japan.

## Geographie
Nihonmatsu liegt nördlich von Kōriyama und südlich von Fukushima.

## Geschichte
Nihonmatsu ist eine alte Burgstadt, in der zuletzt ein bedeutender Zweig der Niwa mit einem Einkommen von 100.000 Koku residierte. Der Ort wurde am 1. Oktober 1958 zur kreisfreien Stadt ernannt.

## Sehenswürdigkeiten
- Burg Nihonmatsu

## Söhne und Töchter der Stadt
- Asakawa Kan’ichi (1873–1948), Historiker
- Takahashi Shinji (1912–1985), Mediziner
- Ōyama Chūsaku (1922–2009), Maler

## Verkehr
- Straße:
  - Tōhoku-Autobahn: nach Tokio und Aomori
  - Nationalstraße 4: nach Tokio und Aomori
  - Nationalstraßen 349, 459
- Zug:
  - JR Tōhoku-Hauptlinie: nach Ueno und Aomori

## Städtepartnerschaften
- Hanover, USA, seit 1999

## Angrenzende Städte und Gemeinden
- Koriyama
- Fukushima
- Tamura
- Motomiya
- Inawashiro